# Johannes Leodegar Kremer
Johannes Leodegar Kremer (* 30. April 1893 in Mannheim; † 6. November 1944 im Zuchthaus Brandenburg-Görden) war ein deutscher Pallottinerbruder und Opfer des Nationalsozialismus.

## Leben
Johannes Leodegar Kremer machte nach der mittleren Reife eine Kaufmannslehre und trat in das Geschäft seines Vaters ein. Er war musisch begabt. Nach der demoralisierenden Erfahrung als Soldat im Ersten Weltkrieg und einer längeren Krankheitsphase trat er 1921 in das Missionshaus der Pallottiner in Limburg an der Lahn ein. Ab 1936 wurde er von der Gestapo verhört. Im August 1941 wurde er zur Firma Junkers Flugzeug- und Motorenwerke nach Kassel dienstverpflichtet. Sein Einsatz für die belgischen und italienischen Zwangsarbeiter machte ihn dort zum Außenseiter. Am 30. Juni 1944 wurde er wegen Defätismus verhaftet, am 4. Oktober 1944 von Roland Freisler wegen Wehrkraftzersetzung und Feindbegünstigung zum Tode verurteilt und am 6. November im Zuchthaus Brandenburg-Görden enthauptet. Seine Urne wurde auf dem Friedhof der Pallottiner in Limburg beigesetzt.

## Gedenken
Die deutsche katholische Kirche hat Johannes Leodegar Kremer als Blutzeugen aus der Zeit des Nationalsozialismus in das deutsche Martyrologium des 20. Jahrhunderts aufgenommen.